# Mutter (Album)
Mutter ist das dritte Studioalbum der deutschen Band Rammstein. Es wurde am 2. April 2001 veröffentlicht.

## Allgemeines

### Entstehung
Für die Vorproduktion mietete die Band von September bis Dezember 1999 das Haus Weimar in Heiligendamm an der Ostsee. Die Tonaufnahmen erfolgten von Mai bis Juni 2000 im Studio Miraval in Südfrankreich. Bereits über Weihnachten 2000 stellte Rammstein den Song Links 2 3 4 auf ihrer Website zum Download bereit. Im Januar 2001 wurde das Video, im Februar die Single Sonne veröffentlicht.

### Stimmung der Texte
In der Die Zeit wurde 2001 das, was in Sonne „aus den Fäusten bricht“ als eine Atombombe oder eine Supernova gedeutet. Gleichzeitig fragte sich der Autor des Artikels, Thomas Gross, ob im Titellied Mutter von „Technikgeißelung, Menschheitsdämmerung, Gendebatte“ gesungen wurde. Im Stück Spieluhr sei, so Gross, von einem „Gnom“ die Rede. Er geht also von einem kritischen, vielleicht romantischen, Blick des Albums auf die Moderne aus. Swantje-Britt Koerner stützt die These Gross’ bezüglich des Textes des Titelstücks.

### Versionen
Das Album erschien in verschiedenen Versionen, zunächst als normale CD und in Deutschland auch als Vinyl-LP. Außerdem erschien ein Digipack, das in andere Länder exportiert wurde. Eine andere Doppel-CD-Ausgabe mit dem Video von „Sonne“ und dem Stück Hallelujah erschien in den USA. Die japanische Version enthält Hallelujah zwei Minuten verzögert – als sogenannten „Hidden Track“ – nach dem Ende der regulären CD. Später wurde das Album noch als Limited-Tour-Edition, welche auf einer zweiten CD vier Live-Tracks enthält, veröffentlicht. Das Cover blieb, bis auf die Farbe, welche rot wurde, unverändert.
Seit 2013 existiert eine Vinyl-Pressung der japanischen Version, bei der es sich aber lediglich um ein sogenanntes Bootleg, genauer gesagt, ein Counterfeit handelt. Sie enthält ebenfalls den Song Halleluja(h), allerdings in zwei verschiedenen Versionen: Einmal als Halleluja (mit Chören am Anfang) und einmal als „Hallelujah“ (ohne Chöre am Anfang).

### Grafische Gestaltung
Das Cover des Albums zeigt das Foto eines Fötus im Mutterleib. Die Boulevardpresse kritisierte das Cover mit der Aussage, der Fötus sei abgestorben. Im Booklet sind die Bandmitglieder einzeln und gemeinsam abgebildet, wie sie im Stil des Coverfotos in einer Flüssigkeit treiben. Für Cover- und Bookletbilder zeichnete das Künstlerpaar Daniel & Geo Fuchs verantwortlich.

## Titelliste
| #  | Titel            | Länge |
| -- | ---------------- | ----- |
| 1  | Mein Herz brennt | 4:39  |
| 2  | Links 2 3 4      | 3:36  |
| 3  | Sonne            | 4:32  |
| 4  | Ich will         | 3:37  |
| 5  | Feuer frei!      | 3:08  |
| 6  | Mutter           | 4:28  |
| 7  | Spieluhr         | 4:46  |
| 8  | Zwitter          | 4:17  |
| 9  | Rein raus        | 3:10  |
| 10 | Adios            | 3:48  |
| 11 | Nebel            | 4:54  |
| 12 | Halleluja *      | 3:45  |

## Informationen zu einzelnen Liedern

### Mein Herz brennt
Der Arbeitstitel für Mein Herz brennt war Sandmann. Der Sandmann ist eine positiv besetzte Figur des deutschsprachigen Volksmythos. Er soll die kleinen Kinder zum Einschlafen bringen, indem er ihnen Sand in die Augen streut. Ebenfalls trägt den Titel eine Erzählung von E. T. A. Hoffmann, in der der Sandmann ein Monster ist, das kleinen Kindern die Augen ausreißt um sie an seine Jungen zu verfüttern.
Das Lied beschreibt in bandtypischer, verrätselter Weise Kinderalbträume mit „Dämonen, Geistern, schwarzen Feen“ aus Sicht des Sandmanns, der laut einer wiederkehrenden Textzeile des Refrains „Die Stimme aus dem Kissen“ sei, die die Kinder Nacht für Nacht heimsucht.

### Links 2 3 4
Links 2 3 4 ist eine Reaktion Rammsteins auf die andauernden Vorwürfe rechter Gesinnung, welche die Band dementiert. Der Titel selbst ist abgeleitet von der deutschen Taktzählung beim Marsch.

### Sonne
Dieses Lied sollte einmal das „Kampflied“ der Klitschko-Brüder werden. Es entstand nur deshalb, weil es eine entsprechende Anfrage an Rammstein gab. Das Ergebnis war Klitschkos Management jedoch zu „hart“ und wurde nicht als Hymne eingesetzt.
Der Song wurde 2013 von Heino auf seinem Album Mit freundlichen Grüßen gecovert.

### Ich will
Das Video zu Ich will wurde am 9. August 2001 am und im ehemaligen Staatsratsgebäude der DDR am Berliner Schloßplatz gedreht. Etwa 250 Statisten und ein Helikopter kamen bei dem Dreh zum Einsatz. Regie führte Joern Heitmann, der zuvor schon das Video zum Lied Sonne umgesetzt hatte.

### Feuer frei!
Dieser Song erschien auch auf dem Soundtrack des 2002 erschienenen Actionfilms xXx – Triple X, in dem Rammstein einen Gastauftritt haben, in dessen Rahmen sie Feuer frei! live aufführten. Das Bildmaterial des Gastauftrittes wurde auch für das Video zu Feuer frei! verwendet. Das Video entstand ebenfalls unter Regie von Rob Cohen.

### Mutter
Mutter war die vierte Single des Albums. Im von Till Lindemann verfassten Text wird die Situation eines Klons beschrieben, der nach einer Identität schreit. Die Komposition stammt Flake Lorenz zufolge vom Leadgitarristen Richard Kruspe.

### Spieluhr
Dieses Lied handelt von einem kleinen Kind, das, scheintot, irrtümlich begraben wird. Als Grabbeigabe erhält es eine Spieluhr. Als es wieder erwacht, zieht es diese auf, so dass eine Melodie erklingt. Durch den Klang wird man auf das Kind aufmerksam, und so wird es aus seinem Grab befreit.
Im Refrain werden die Zeilen „Hoppe hoppe Reiter“, „Mein Herz schlägt nicht mehr weiter“ von Khira Li Lindemann, der Tochter von Richard Z. Kruspe und Till Lindemanns Ex-Ehefrau, gesungen.

### Adios
In diesem Song singt Till Lindemann mehrmals im Hintergrund Bobbobschubob in Anlehnung an US-amerikanische Rock-’n’-Roll-Titel aus den 1950er und 1960er Jahren. Damals war es üblich, sich und seine eigene Melodie mit diesem rhythmischen Staccato zu begleiten. Das Lied handelt von einem Heroinabhängigen, welcher sich gerade eine tödliche Injektion verabreicht (den sogenannten Goldenen Schuss). Die ersten beiden Strophen beschreiben die berauschende Wirkung der Droge. „Er hat die Augen zugemacht, in seinem Blut tobt eine Schlacht, ein Heer marschiert durch seinen Darm, die Eingeweide werden langsam warm“. Nach den beiden Strophen folgt der Refrain sowie ein aggressiv gespielter Instrumental-Abschnitt. Es folgt die dritte Strophe, in der die besungene Person stirbt „Er hat die Augen aufgemacht, doch er ist nicht aufgewacht“, danach ein weiteres Mal der Refrain.

### Nebel
Nebel ist eine weitere Ballade. Bei diesem Lied werden zuerst alle drei Strophen gesungen und dann viermal hintereinander der Refrain.
Rückwärts gelesen lautet der Titel Leben. Der Song handelt von zwei Liebenden. Die Frau erzählt dem Mann, dass sie sterben wird und möchte von diesem noch ein letztes Mal geküsst werden, was er abschließend auch tut. Die letzten Worte des Songtextes lassen den Schluss zu, dass die Geschichte rückblickend erzählt wird. Durch die Zäsur zwischen Der letzte Kuss (und der Wiederholung der Stelle) und ist so lang her wird der Tod der Protagonistin ausgedrückt:
Der letzte Kuss ist so lang her.

Der letzte Kuss.

Er erinnert sich nicht mehr.

### Halleluja(h)
Der Song ist auf zwei verschiedenen Spezial-Editionen des Albums zu finden. Zum einen als Hidden Track auf der japanischen Version des Albums und zum anderen auf einer zweiten CD mit dem Video zum Lied Sonne auf einer amerikanischen Ausgabe von Mutter. Außerdem ist das Song als B-Seite der Single Links 2 3 4 erschienen, welche auch in Europa auf den Markt kam. In dem Stück geht es um einen pädophilen Priester, der sich an den Chorknaben vergeht.
Irrtümlicherweise werden Halleluja und Hallelujah oft miteinander gleichgestellt. Bei der Version der Single Links 2 3 4 – Halleluja – sind aber klare Unterschiede zu erkennen. So gibt es beim Intro im Hintergrund einen düsteren Chor. Des Weiteren wurden die Gitarren- und Bassklänge besser abgemischt und die Hintergrundklänge allgemein besser abgerundet.
Die Hidden-Track-Version ist im Soundtrack zum Film Resident Evil zu hören.

## Singles und Videos
Sonne
- Singleveröffentlichung: 12. Februar 2001

Links 2 3 4
- Singleveröffentlichung: 14. Mai 2001
- Videopremiere: 18. Mai 2001

Ich will
- Singleveröffentlichung: 10. September 2001
- Singleveröffentlichung (UK-Edition): 13. Mai 2002
- Videopremiere: August 2001

Mutter
- Singleveröffentlichung: 25. März 2002
- Videopremiere: 25. März 2002

Feuer frei!
- Singleveröffentlichung: 14. Oktober 2002
- Singleveröffentlichung (UK-Edition): 13. November 2002
- Videopremiere: September 2002

Mein Herz brennt
- Singleveröffentlichung: 7. Dezember 2012
- Videopremiere: Dezember 2012

## Kommerzieller Erfolg

### Chartplatzierungen
Mutter stieg in der 16. Kalenderwoche des Jahres 2001 auf Platz eins in die deutschen Albumcharts ein und hielt sich dort für vier Wochen, bevor es auf Position zwei fiel. Insgesamt war das Album 221 Wochen in den Top 100 vertreten, womit es zu den am längsten in den deutschen Charts platzierten Alben zählt. In den österreichischen Charts hielt sich das Album zwei Wochen auf Platz eins.
| ChartsChartplatzierungen       | Höchstplatzierung | Wochen |
| ------------------------------ | ----------------- | ------ |
| Deutschland (GfK)              | 1 (222 Wo.)       | 222    |
| Österreich (Ö3)                | 1 (104 Wo.)       | 104    |
| Schweiz (IFPI)                 | 1 (79 Wo.)        | 79     |
| Vereinigte Staaten (Billboard) | 77 (6 Wo.)        | 6      |
| Vereinigtes Königreich (OCC)   | 86 (2 Wo.)        | 2      |

| ChartsJahrescharts (2001) | Platzierung |
| ------------------------- | ----------- |
| Deutschland (GfK)         | 3           |
| Österreich (Ö3)           | 13          |
| Schweiz (IFPI)            | 37          |

| ChartsJahrescharts (2022) | Platzierung |
| ------------------------- | ----------- |
| Deutschland (GfK)         | 83          |

| ChartsJahrescharts (2023) | Platzierung |
| ------------------------- | ----------- |
| Deutschland (GfK)         | 82          |

| ChartsJahrescharts (2024) | Platzierung |
| ------------------------- | ----------- |
| Deutschland (GfK)         | 87          |

### Auszeichnungen für Musikverkäufe
Mutter erhielt weltweit elf Goldene sowie zehn Platin-Schallplatten für über 1,8 Millionen verkaufte Einheiten. Quellen zufolge verkaufte sich das Album mehr als 2,4 Millionen Mal.
| Land/Region                  | Auszeichnungen für Musikverkäufe (Land/Region, Auszeichnung, Verkäufe) | Verkäufe  |
| ---------------------------- | ---------------------------------------------------------------------- | --------- |
| Belgien (BRMA)               | Gold                                                                   | 15.000    |
| Dänemark (IFPI)              | 2× Platin                                                              | 40.000    |
| Deutschland (BVMI)           | 3× Platin                                                              | 900.000   |
| Finnland (IFPI)              | Gold                                                                   | 15.193    |
| Island (IFPI)                | Gold                                                                   | 5.000     |
| Mexiko (AMPROFON)            | Gold                                                                   | 75.000    |
| Neuseeland (RMNZ)            | Gold                                                                   | 7.500     |
| Niederlande (NVPI)           | Gold                                                                   | 40.000    |
| Norwegen (IFPI)              | Gold                                                                   | 20.000    |
| Österreich (IFPI)            | Gold                                                                   | 20.000    |
| Polen (ZPAV)                 | Platin                                                                 | 40.000    |
| Russland (NFPF)              | Gold                                                                   | 25.000    |
| Schweden (IFPI)              | Gold                                                                   | 40.000    |
| Schweiz (IFPI)               | Platin                                                                 | 80.000    |
| Spanien (Promusicae)         | 3× Platin                                                              | 300.000   |
| Südkorea (KMCA)              | —                                                                      | 9.132     |
| Vereinigtes Königreich (BPI) | Gold                                                                   | 203.610   |
| Insgesamt                    | 11× Gold · 10× Platin ·                                                | 1.840.435 |

Hauptartikel: Rammstein/Auszeichnungen für Musikverkäufe